# José Miguélez Pampín
José Miguélez Pampín (Santiso, La Coruña, 15 de enero de 1891 - Madrid, 10 de julio de 1944) fue un compositor, organista, musicólogo, teólogo y lingüista español. Ejerció notable influencia en el modelo español de órgano ligado al cecilianismo durante el primer tercio del siglo XX d. C. y contribuyó igualmente al desarrollo de esta estética en la Pontevedra del período circundante a la Guerra Civil.

## Biografía
José Miguélez Pampín nace en la parroquia gallega de Santa María de Barazón (Santiso, La Coruña) como hijo del maestro de escuela Miguel Miguélez Cagide, quien ejercía también ocasionalmente como director de una pequeña agrupación bandística. De su padre aprende solfeo a una edad temprana, así como los primeros rudimentos de los instrumentos de viento metal como intérprete de fliscorno tenor.
A los 15 años ingresa como postulante en la Orden de la Merced en el convento de Sarria, donde realiza la profesión de votos temporales en el año 1908. Al año siguiente es trasladado al Monasterio de San Juan de Poyo en cuyo seminario mayor cursa los estudios de Filosofía y Teología, así como amplía sus estudios musicales de la mano del pianista y profesor Agustín Salvador, de la vecina localidad de Pontevedra. En 1912 realiza la profesión de votos solemnes y se ordena presbítero en 1914.
Su capacidad de aprendizaje y entusiasmo lo llevan a ejercer destacablemente como maestro de coro en la congregación de Poyo a partir del año 1909. En este contexto descubrirá a los autores ligados al Movimiento ceciliano en auge en aquel momento y llegará a realizar algunas de las primeras interpretaciones públicas en España de obras de Lorenzo Perosi, Oreste Ravanello o Luigi Bottazzo.
En 1919, gracias a sus aptitudes musicales –especialmente como organista–, es trasladado a la Residencia de la Buena Dicha de Madrid en donde el padre Pío Uribe, superior de la congregación, le anima a ampliar sus estudios musicales con un profesor de renombre. El padre Miguélez contacta con Manuel de Falla, pero este debido a sus compromisos se niega a aceptarlo como alumno y le deriva a su vez a Joaquín Turina. Con Turina estudia armonía, contrapunto, fuga y orquestación y pronto comienza a publicar diversas piezas corales de temática religiosa a través de la revista La Merced y las casas editoriales Fuentes y Asenjo y Unión Musical Española.
Los años en Madrid son sin duda los más fructíferos de su carrera debido al gran número de contactos profesionales que la gran ciudad le permite establecer. En torno a 1921 conoce allí al organero alemán Albert Merklin (sobrino del célebre constructor Joseph Merklin), que había emigrado desde Alemania huyendo de la guerra y que, tras trabajar durante cinco años en los talleres vascos de la fábrica de órganos de Eleizgaray y Compañía, se había trasladado a Madrid con la expectativa de establecerse por su cuenta. Miguélez, ávido de saber, pronto entabla amistad con Merklin y comienza a interesarse por los aspectos técnicos y constructivos del órgano. Este interés derivará años más tarde en la publicación de diversos artículos divulgativos de organería, destinados eminentemente a intérpretes, en las revistas España Sacro Musical y Tesoro Sacro Musical.
En noviembre de 1931, tras verse implicado tangencialmente en una maniobra en contra del régimen republicano, es deportado por un año a la localidad de Villarroya de los Pinares (Teruel) y a su regreso, con el fin de alejarlo del clima político de la capital, es trasladado de nuevo al Monasterio de San Juan de Poyo. Ya en sus años de madurez, toma contacto con algunos de los personajes más relevantes de la Pontevedra del período circundante a la Guerra Civil Española, como Antonio Blanco Porto, Antonio Iglesias Vilarelle o Luis María Fernández Espinosa.
Además de ejercer como profesor de Sagradas Escrituras y Lenguas clásicas en el seminario mayor de Poyo y como director de la Schola Cantorum de este convento mercedario, halla su espacio en el ambiente cultural pontevedrés no solo como eminente director de canto gregoriano, polifonía clásica y de los autores cecilianistas, sino también como autor de música profana destinada a la Sociedad Coral Polifónica de Pontevedra.
En su afán por renovar el ambiente musical en el monasterio, en 1941 inicia a través de su amigo Rafael Puignau las gestiones para la adquisición de un nuevo órgano para Poyo que sustituyera al pequeño instrumento de la casa Walcker Orgelbau de 1921. En un viaje a Madrid para discutir los detalles del nuevo instrumento en la sede comercial de la recién fundada Organería Española, S.A. fallece inesperadamente por causas desconocidas.

## Obras

### Vocales

#### Sacras

##### Fabordones
- Aestimatus sum
- Amicus meus
- Angellus Domini
- Animam meam
- Astiterunt reges
- Caligaverunt
- Cum transisset
- Dirupiste Domine
- Dum jaceret Petrus
- Ecce quomodo
- Ecce vidimus eum
- Eram quasi
- In monte Oliveti
- Jerusalem
- Jesum tradidit
- Judas Mercator
- O vos omnes
- Omnes amici mei
- Plange quasi virgo
- Recessit pastor
- Seniores populi
- Sepulto Domino
- Sicut ovis
- Tanquam ad latronen
- Tenebrae factae
- Tradiderunt me
- Tristis est
- Una hora
- Unus ex discipulis
- Velum templi scisum
- Vinea mea electa

##### Misas
- Misa en honor a la Virgen de la Merced, para dos voces y órgano
- Misa Cantemus Domino, para tres voces y órgano
- Misa Jubilemus Deo, para dos voces blancas
- Misa de Requiem, para cuatro voces y órgano (incompleta)

##### Himnos
- Himno del obrero católico
- Apóstoles de Cristo
- Himno al Buen Pastor
- Himno a San Enrique Emperador

#### Profanas
- Barcarola mercedaria
- Vexo Vigo, vexo Cangas
- Fuliada
- O meu pandeiriño
- Do queixo non che me queixo

### Instrumentales

#### Música de cámara
- Letanía, para cuarteto de cuerda

#### Orquestal
- Aires d'a terra, para orquesta de cuerda (incompleta)
- Sinfonía gallega (perdida)[nota 2]
- Instrumentación de la misa Hoc es enim corpus meum de Lorenzo Perosi (incompleta)